# 御影 (シナリオライター)
御影（みかげ、1980年3月7日 - ）は、日本のシナリオライター・ライトノベル作家。神奈川県小田原市出身。主にアダルトゲームやドラマCDのシナリオを手がける。
2014年3月31日をもって株式会社ミノリを退社して、現在はフリーで活動している。『電撃G's magazine』2005年11月号から2006年9月号までオリジナル作品『ドリームノッカー』を連載した（電撃文庫刊）。

## 人物
ゲームの企画・脚本からドラマＣＤの制作に監督業まで幅広い分野で活動を行っている。雰囲気を作るのが上手で、その独特な雰囲気は幅広いファンに定評がある。コンシューマゲームと夏が好きで、お酒が苦手。スヌーピーのグッズを集めることにはまっている。

## 作品
- 水夏（CIRCUS、原案・企画・シナリオ)
- アルキメデスのわすれもの（CIRCUS、シナリオ)
- Infantaria（CIRCUS）
- D.C. 〜ダ・カーポ〜（CIRCUS、企画・シナリオ） （音夢・さくら/ディレクター）
- SAKURA 〜雪月華〜（CIRCUS、原案・企画）
- はるのあしおと(minori、シナリオ監修）
- ef - a fairy tale of the two.（minori、監督・シナリオ）
  - ef - the first tale.
  - ef - the latter tale.
- eden*（minori、監督）
- すぴぱら - Alice the magical conductor.（minori、監督・演出・シナリオ）
- 夏空のペルセウス（minori、原作・シナリオ）
- ソレヨリノ前奏詩（minori、シナリオ）
- クロノクロック（Purple software、原案・企画・シナリオ）
- アマツツミ（Purple software、原案・企画・シナリオ）
- アオイトリ（Purple software、原案・企画・シナリオ）
- クナド国記（Purple software、企画・シナリオ）
- ムーン・ゴースト（Purple software、企画・シナリオ）

### 作詞
- 素敵な未来を(はるのあしおと、ED)

### ドラマCD
- Wind -a breath of heart-
- Songs from D.C. 〜ダ・カーポ〜
- モエかん
- リープヘン騒動記
- ef - a fairy tale of the two.

### 小説
- ドリームノッカー（電撃文庫）